# 觀景樓湖莊園 (佛羅里達州)
觀景樓湖莊園（英語：Lake Belvedere Estates）是位於美國佛羅里達州棕櫚灘縣的一個人口普查指定地區。

## 地理
觀景樓湖莊園的座標為26°41′21″N 80°08′03″W / 26.68917°N 80.13417°W，而該地最高點為海拔高度5米（即16英尺）。

## 人口
根據2010年美國人口普查的數據，觀景樓湖莊園的面積為1.50平方千米，當中陸地面積為1.50平方千米，而水域面積為0.00平方千米。當地共有人口1525人，而人口密度為每平方千米1,016人。